# أندرو لويس
أندرو لويس (بالإنجليزية: Andrew Lewis)‏ (10 سبتمبر 1974 في الولايات المتحدة - ) هو لاعب كرة قدم أمريكي في مركز الدفاع. لعب مع شيكاغو فاير ونيويورك ريد بولز وتشارلستون بيتري وأتلانتا سيلفرباكس وGeneration Adidas ‏.

## وصلات خارجية
- أندرو لويس على موقع الدوري الأمريكي (الإنجليزية)
- أندرو لويس على موقع قاعدة بيانات كرة القدم.إي يو (الإنجليزية)